# Nicole Bélanger
Nicole Bélanger est une romancière et scénariste canadienne d'origine québécoise. Elle est surtout connue pour son roman Salut mon roi mongol ! et son adaptation cinématographique Les Rois mongols, pour laquelle elle a reçu une nomination dans la catégorie du meilleur scénario adapté lors de la 6e édition des Prix Écrans canadiens.
Elle a eu une relation romantique avec le musicien Dédé Fortin, et a été créditée comme co-autrice de plusieurs chansons du groupe de celui-ci, Les Colocs. Elle a été incarnée par Bénédicte Décary dans le film biographique Dédé, à travers les brumes.